# アレクシ・トゥオマリア
アレクシ・トゥオマリア（Alexi Tuomarila、1974年-）は、フィンランドのジャズピアニスト。

## 経歴
父がレコードを集めている影響からクラシックピアノを始め、20歳からブリュッセル王立音楽院へと留学しナタリー・ロリエなどに従事した。在学中にアレクシ・トゥオマリア・カルテットを結成し、1999年にベルギーのHoeilaartで開催された国際ジャズ祭で最優秀賞に選ばれている。
2001年に初のアルバムをリリースし、2003年の2作目のアルバムはブラッド・メルドーがライナーノーツを手掛けた。その後メンバーを一新したアレクシ・トゥオマリア・トリオとして2006年にアルバムを発売した。

## ディスコグラフィー
アレクシ・トゥオマリア・カルテット名義
- "Voices Of Pohjola" (Igloo、2001年)
- "02" (Finlandia、2003年)

アレクシ・トゥオマリア・トリオ名義
- "Constellation" (JAZZAWAY、2006年)